# Липкий рис з манго
Липкий рис з манго (тай. ข้าวเหนียวมะม่วง, khaoniao mamuang; кхмер. បាយដំនើបស្វាយ, bai damnaeb svay; лаос. ເຂົ້າຫນຽວຫມາກມ່ວງ; в'єт. xôi xoài) — традиційний десерт в Південно-Східній Азії з липкого рису, свіжого манго і кокосового молока. 

## Приготування
Найчастіше готують в сезон дозрівання манго (квітень, травень). Рис намочують у воді та варять до готовності. Кокосове молоко змішують з цукром, сіллю та варять. Коли рис готовий, до нього додають приготовлене молоко і залишають настоятися. Манго нарізають шматками. Інколи на рис ще викладають боби мунг.
Традиційно кхао няо мамунг їдять руками.